# Ливи (округ)
Ли́ви (англ. Levy county) — округ штата Флорида Соединённых Штатов Америки. На 2000 год в нём проживало 34 450 человек. По оценке бюро переписи населения США в 2008 году население округа составляло 39 460 человек. Окружным центром является город Бронсон.

## История
Округ Ливи сформирован в 1845 году. Назван в честь Дэвида Ливи, одного из двух первых сенаторов от Флориды с 1845 по 1851 год и с 1855 по 1861-й.